# Cédric Daury
Cédric Daury est un footballeur puis entraîneur français, né le 19 octobre 1969 à Meudon dans les Hauts-de-Seine, et mort le 12 août 2024 à Tours. Il évolue au poste d'attaquant puis de milieu de terrain de la fin des années 1980 au début des années 2000.
Formé au Stade de Reims, il joue ensuite au SCO Angers, au Havre AC, à l'AS Cannes, et à La Berrichonne de Châteauroux où il achève sa carrière de joueur.
De 2019 à 2021 il est directeur sportif de l'AJ Auxerre.
Il meurt le 12 août 2024 des suites d'un cancer de la parotide ,.

## Biographie

### Carrière de joueur
Il forme avec son ami et complice Christophe Lagrange un duo mémorable en L2 puis en L1, qui enflamme, six années durant, les tribunes du SCO. Transféré au HAC, son entente avec Alain Caveglia permettra au club doyen d'atteindre son meilleur classement dans l'élite et les demi-finales de la Coupe de France. Après 365 matchs en professionnel, Il devient entraîneur.

### Carrière d'entraîneur

#### Débuts à Châteauroux
En mai 2002, à l'issue d'un stage au CTNFS Clairefontaine et d'une semaine d'examens, il obtient le BEES 2e degré spécifique, qui permet d'entraîner des clubs évoluant en CFA, CFA2 et DH. Après avoir dirigé les équipes de jeunes, puis la réserve, Il entraîne l'équipe première de La Berrichonne de Châteauroux à partir de mars 2006 avec pour mission de sauver le club de la relégation. Confirmé dans ses fonctions pour deux saisons supplémentaires, il conduit "la Berri" à la 6e place du championnat de Ligue 2 dès l'année suivante, lors de la saison 2006-2007, mais doit arrêter son activité en mars 2007 en raison d'un cancer de la parotide. Informé de sa maladie à la veille d'un match, il garde l'information secrète jusqu'au lendemain de celui-ci pour protéger l'équipe. La force qui lui permit de vaincre la maladie, laquelle lui impose aujourd'hui une paralysie faciale, lui vaudra l'admiration de beaucoup. Sa culture naturelle du combat, sa force de caractère et son sens de l'organisation lui valent alors le surnom de Samouraï. En fin de saison 2006-2007 il est nommé pour le trophée UNFP du meilleur entraîneur de Ligue 2, mais ne le remporte pas.

#### Passage au Havre
Il revient sous les couleurs du Havre AC, fraichement relégué de Ligue 1, en septembre 2009, en tant qu'entraîneur de l'équipe première. Il obtient le diplôme d'entraineur professionnel (DEPF) en 2010 et devient à l'époque le plus jeune entraineur diplômé en activité dans un club professionnel (40 ans).
Entraineur au profil formateur, il fait débuter en championnat professionnel un grand nombre de jeunes joueurs, parmi lesquels Johnny Placide, Gueïda Fofana, Maxime Le Marchand, Benjamin Mendy, Riyad Mahrez, et également des joueurs issus du championnat National recrutés pour leur potentiel, tels Brice Jovial, Geoffrey Malfleury.
En pleine reconstruction, le HAC vit une saison 2011-2012 difficile lors de laquelle il parvient tout de même à sauver le club de la relégation.
Il est démis de ses fonctions et remplacé par Christophe Revault le 13 novembre 2012.
En novembre 2014, il se voit décerner le BEPF, par équivalence.

#### Retour à La Berrichonne
Le 16 février 2015, il est nommé entraineur de La Berrichonne de Châteauroux, alors relégable depuis le 22 novembre 2014, pour prendre la succession de Pascal Gastien afin de maintenir le club en Ligue 2. Pour son premier match dirigé, il subit une cinglante défaite 6 à 0 en déplacement à Nancy. La journée suivante, à domicile, il remporte sa première victoire avec son groupe face à Nîmes, le club est alors à quatre points du premier non-relégable : le Valenciennes FC. À cette occasion, il lance Louis Souchaud et Ulrich Nnomo qui connaissent leurs premières titularisations en Ligue 2. Il enchaine par quatre défaites, face à Brest, la lanterne rouge Arles-Avignon (1-2, 28e journée), Sochaux et un autre concurrent au maintien Tours (30e journée, 1-0), le club est alors 20e à neuf points du 17e. À la suite d'une victoire, sa seconde, 2-1 face à l'AJ Auxerre lors de la 33e journée, le club quitte la dernière place. Pour la première fois depuis sa prise de fonctions, la Berri n'encaisse pas de buts lors de la 35e journée face à Valenciennes (victoire 3-0), performance rééditée au cours de la 36e (victoire 1-0 à Dijon) et de la 37e journée (0-0 face au Havre), ce match nul face à son ancien club étant synonyme de relégation pour Châteauroux. Après 14 matchs à sa tête, la Berri a encaissé 27 buts pour 9 marqués, connu quatre fois la victoire contre neuf défaites et un match nul et au terme de la saison, se trouve à la 19e place avec 32 points, à neuf points du 17e.

#### Nouveau départ: AJ Auxerre
Le 7 octobre 2016, il devient le nouvel entraîneur de l'AJ Auxerre en remplacement de Viorel Moldovan, démis de ses fonctions pour mauvais résultats et à la suite de propos critiques sur ses dirigeants. À la suite de sa réussite dans sa mission de maintenir le club en Ligue 2, il est prolongé de deux ans et est nommé directeur sportif de l'AJ Auxerre le 1er juin 2017.
Il reprend le rôle d’entraîneur en mars 2019 jusqu’à la fin de la saison 2018-2019 à la suite du licenciement de Pablo Correa et réussit à maintenir le club à la dernière journée de Ligue 2. Pour la saison suivante, il retourne à son poste de directeur sportif qu'il occupera jusqu'à son départ en 2021.

## Palmarès
- 1er du groupe A de Division 2 en 1993 avec le SCO d'Angers et montée en L1
- Finaliste de la Coupe de la Ligue en 1992 avec Angers SCO